# 진미선
진미선(1986년 1월 19일 ~ )은 대한민국의 프리랜서 아나운서이다.
현재 거주지는 서울특별시이다.

## 학력
- 서강대학교 경제학과 졸업

## 경력
- YTN FM 아나운서
- TJB 대전방송 아나운서
- MTN 아나운서

## 과거 진행 프로그램
- 뉴스FM 진미선입니다
- 진미선의 아침풍경
- 아름다운 그대곁에
- TJB 아침뉴스
- TJB 뉴스
- TJB 8 뉴스 기상캐스터